# División de Honor B de rugby 2014-15
La División de Honor B de rugby 2014-15 es la 17.ª edición de la segunda competición de rugby de España desde la reestructuración en 1998. El torneo es organizado por la Federación Española de Rugby, al igual que la máxima categoría.
Para esta temporada, la primera jornada se organizó para el 14 de septiembre, mientras que la última fecha de la categoría será el día 24 de mayo de 2015 según el calendario oficial.

## Sistema de competición
- Esta Competición Nacional se jugará en cada grupo por sistema de liga a doble vuelta estableciéndose la clasificación de acuerdo con lo que establece el Reglamento de Partidos y Competiciones de la FER. Algunas jornadas podrán coincidir con actividad de la Selección Nacional o Combinado Nacional. En estos casos los jugadores convocados con el Equipo Nacional o Combinado Nacional deberán estar a disposición del Seleccionador Nacional hasta que finalice la concentración, no pudiendo participar con sus clubes hasta entonces.

- Los dos primeros de cada grupo participarán en la Fase de Ascenso a División de Honor. Se distribuirán en dos grupos por sorteo; Grupo A (1o, 1o, 2o), Grupo B (1o, 2o, 2o). Jugarán en cada grupo una liga a doble vuelta. Los dos equipos que queden en primer lugar de cada grupo disputarán la final a partido único en campo neutral. El ganador ascenderá a División de Honor en la temporada 2015/16. El perdedor jugará una eliminatoria de promoción contra el equipo clasificado en 11 o lugar de División de Honor.

- Los equipos B de clubes que actualmente compiten en División de Honor no participarán en esta fase de ascenso.

- Como norma general para los tres grupos se establece que en principio desciende de cada grupo a categoría regional el equipo clasificado en el último lugar (puesto 12o) y promociona para la permanencia el penúltimo clasificado (puesto 11o). No obstante dado que la distribución de los tres grupos de División de Honor es geográfica, el número definitivo de equipos que descenderán de cada grupo a primera categoría regional para la temporada 2015/16 estará en función del grupo al que corresponda encuadrarse al equipo (o los equipos) que desciendan de División de Honor a División de Honor B y también en función del equipo (o los equipos) que asciendan a División de Honor. [1]

### Sistema de puntuación
- Cada victoria suma 4 puntos.
- Cada empate suma 2 puntos.
- Cuatro ensayos en un partido suma 1 punto de bonus.
- Perder por una diferencia de siete puntos o inferior suma 1 punto de bonus.

## Grupos

### Grupo A (Norte)
| Equipo                         | Ciudad        | Entrenador   | Estadio                      | Capacidad |
| ------------------------------ | ------------- | ------------ | ---------------------------- | --------- |
| AVK Bera Bera R. T.            | San Sebastián | Bandera de ? | Miniestadio de Anoeta        | 1262      |
| Uribealdea R. K. E.            | Munguía       | Bandera de ? | Campo de rugby Atxurizubi    | ?         |
| Eibar Hierros Anetxe R. T.     | Éibar         | Bandera de ? | Polideportivo de Ipurúa      | 1000      |
| Babyauto Zarautz R. T.         | Zarauz        | Bandera de ? | Campo de rugby Asti          | 800       |
| Durango R. T.                  | Durango       | Bandera de ? | Campo de rugby Arripausueta  | 304       |
| Real Oviedo Rugby              | Oviedo        | Bandera de ? | Campo de rugby El Naranco    | 600       |
| Oxigar Belenos R. C.           | Avilés        | Bandera de ? | Estadio Santa Bárbara        | 3000      |
| Aparejadores Burgos            | Burgos        | Bandera de ? | C. D. San Amaro              | 1500      |
| VRAC Quesos Entrepinares "B"   | Valladolid    | Bandera de ? | Campos de Pepe Rojo          | 5000      |
| Hermi El Salvador "B"          | Valladolid    | Bandera de ? | Campos de Pepe Rojo          | 5000      |
| Bathco Independiente R. C. "B" | Santander     | Bandera de ? | Campo municipal de San Román | 1500      |
| CRAT La Coruña                 | La Coruña     | Bandera de ? | Campo de rugby Acea de Ama   | 500       |

### Grupo B (Este-Levante)
El grupo B cuenta con 10 participantes debido a la retirada del R. C. Ponent de la competición.
| Equipo                    | Ciudad                              | Entrenador   | Estadio                                                               | Capacidad |
| ------------------------- | ----------------------------------- | ------------ | --------------------------------------------------------------------- | --------- |
| C. R. Sant Cugat          | San Cugat del Vallés (Barcelona)    | Bandera de ? | ZEM La Guinardera                                                     | 500       |
| R. C. L'Hospitalet        | Hospitalet de Llobregat (Barcelona) | Bandera de ? | Campo de rugby Feixa Llarga                                           | 300       |
| Barcelona Enginyers Rugby | Barcelona                           | Bandera de ? | C. E. M. Mar Bella                                                    | 100       |
| Barcelona U. C.           | Barcelona                           | Bandera de ? | Esports UB                                                            | 200       |
| R. C. Sitges              | Sitges                              | Bandera de ? | Campo Municipal de Santa Bàrbara                                      | 100       |
| C. R. La Vila             | Villajoyosa                         | Bandera de ? | Campo de rugby El Pantano                                             | 1550      |
| CAU Valencia              | Valencia                            | Bandera de ? | Campo de rugby del Río Turia                                          | 500       |
| C. P. Les Abelles         | Valencia                            | Bandera de ? | Campos de Rugby Jorge Diego Pantera, Polideportivo de Quatre Carreres | 1296      |
| R. C. Tecnidex Valencia   | Valencia                            | Bandera de ? | Campos de Rugby Jorge Diego Pantera, Polideportivo de Quatre Carreres | 1296      |
| Fénix C. R. Zaragoza      | Zaragoza                            | Bandera de ? | C. D. M. Pinares de Venecia                                           | 1000      |
| R. C. Ponent              | Palma de Mallorca                   | Bandera de ? | Campo de rugby Son Caliu                                              | 500       |

### Grupo C (Centro-Sur)
| Equipo                            | Ciudad                       | Entrenador             | Estadio                        | Capacidad |
| --------------------------------- | ---------------------------- | ---------------------- | ------------------------------ | --------- |
| C. D. Arquitectura                | Madrid                       | Bandera de ?           | Estadio Nacional Complutense   | 12 400    |
| C. R. Complutense Cisneros "B"    | Madrid                       | Bandera de ?           | Estadio Nacional Complutense   | 12 400    |
| C. R. Liceo Francés               | Madrid                       | Bandera de ?           | Estadio Ramon Urtubi           | 500       |
| Club Alcobendas Rugby             | Alcobendas (Madrid)          | José Ignacio Inchausti | Las Terrazas                   | 2000      |
| CAU Madrid                        | Orcasitas (Madrid)           | Bandera de ?           | Campo de rugby Orcasitas       | 500       |
| Tasman Rugby Boadilla             | Boadilla del Monte (Madrid)  | Bandera de ?           | Complejo Deportivo de Boadilla | 200       |
| A. D. Ing. Industriales Las Rozas | Las Rozas de Madrid (Madrid) | Bandera de ?           | Campo de rugby El Cantizal     | 400       |
| Olímpico de Pozuelo R. C.         | Pozuelo de Alarcón (Madrid)  | Bandera de ?           | Valle de las Cañas             | 500       |
| C. D. U. Granada                  | Granada                      | Bandera de ?           | Fuentenueva                    | 1000      |
| Ciencias Fundación Cajasol        | Sevilla                      | Bandera de ?           | I. D. La Cartuja               | 3000      |
| Helvetia Rugby                    | Sevilla                      | Bandera de ?           | I. D. La Cartuja               | 3000      |
| C. A. R. Cáceres                  | Cáceres                      | Bandera de ?           | C. D. El Cuartillo             | 1134      |

## Clasificaciones

### Grupo A
|                                                                 | Equipo                         | J  | G  | E | P  | TF  | TC   | DT   | EF  | EC  | BO | BD | Puntos |
| --------------------------------------------------------------- | ------------------------------ | -- | -- | - | -- | --- | ---- | ---- | --- | --- | -- | -- | ------ |
| 1                                                               | Babyauto Zarautz R. T.         | 22 | 21 | 0 | 1  | 751 | 280  | 471  | 106 | 37  | 14 | 1  | 99     |
| 2                                                               | Durango R. T.                  | 22 | 18 | 1 | 3  | 597 | 253  | 344  | 92  | 27  | 13 | 0  | 89     |
| 3                                                               | AVK Bera Bera R. T.            | 22 | 16 | 0 | 6  | 677 | 244  | 433  | 99  | 26  | 11 | 1  | 80     |
| 4                                                               | Aparejadores Burgos            | 22 | 13 | 1 | 8  | 533 | 364  | 169  | 73  | 47  | 7  | 1  | 62     |
| 5                                                               | Uribealdea R. K. E.            | 22 | 12 | 1 | 9  | 649 | 364  | 285  | 80  | 43  | 8  | 3  | 61     |
| 6                                                               | CRAT A Coruña                  | 22 | 12 | 1 | 9  | 398 | 341  | 57   | 57  | 50  | 4  | 1  | 54     |
| 7                                                               | Real Oviedo Rugby              | 22 | 10 | 1 | 11 | 421 | 520  | -99  | 56  | 71  | 4  | 3  | 47     |
| 8                                                               | SilverStorm El Salvador "B"    | 22 | 9  | 0 | 13 | 334 | 550  | -216 | 46  | 80  | 3  | 3  | 45     |
| 9                                                               | VRAC Quesos Entrepinares "B"   | 22 | 8  | 1 | 13 | 333 | 438  | -105 | 42  | 62  | 3  | 6  | 43     |
| 10                                                              | AVIA Eibar R. T.               | 22 | 6  | 1 | 15 | 297 | 499  | -202 | 37  | 68  | 3  | 3  | 31     |
| 11                                                              | Oxigar Belenos R. C.           | 22 | 5  | 0 | 17 | 349 | 598  | -249 | 43  | 77  | 3  | 5  | 28     |
| 12                                                              | Bathco Independiente R. C. "B" | 22 | 0  | 0 | 22 | 197 | 1151 | -954 | 28  | 180 | 3  | 2  | 5      |
| Fuente: Federación Española de Rugby (actualización automática) |                                |    |    |   |    |     |      |      |     |     |    |    |        |

J:Jugados / G:Ganados / E:Empatados / P:Perdidos / TF:Tantos a Favor / TC:Tantos en Contra / DT:Diferencia / EF:Ensayos Favor / EC:Ensayos Contra / BO:Bonus Ofensivo / BD:Bonus Defensivo

### Grupo B
|                                                                 | Equipo                    | J  | G  | E | P  | TF  | TC  | DT   | EF | EC | BO | BD | Puntos |
| --------------------------------------------------------------- | ------------------------- | -- | -- | - | -- | --- | --- | ---- | -- | -- | -- | -- | ------ |
| 1                                                               | C. R. Sant Cugat          | 18 | 16 | 0 | 2  | 575 | 284 | 291  | 82 | 34 | 13 | 1  | 78     |
| 2                                                               | CAU Valencia              | 18 | 16 | 0 | 2  | 605 | 230 | 375  | 87 | 30 | 12 | 1  | 77     |
| 3                                                               | C. R. La Vila             | 18 | 16 | 0 | 2  | 626 | 163 | 463  | 88 | 21 | 10 | 2  | 76     |
| 4                                                               | C. P. Les Abelles         | 18 | 8  | 0 | 10 | 366 | 392 | -26  | 48 | 44 | 5  | 5  | 42     |
| 5                                                               | R. C. Tecnidex Valencia   | 18 | 8  | 0 | 10 | 337 | 313 | 24   | 48 | 33 | 4  | 5  | 41     |
| 6                                                               | Barcelona Enginyers Rugby | 18 | 7  | 0 | 11 | 305 | 420 | -115 | 36 | 55 | 4  | 2  | 33     |
| 7                                                               | Fénix C. R. Zaragoza      | 18 | 5  | 1 | 12 | 223 | 483 | -260 | 31 | 67 | 3  | 3  | 26     |
| 8                                                               | Barcelona U. C.           | 18 | 5  | 1 | 12 | 324 | 441 | -117 | 38 | 62 | 4  | 6  | 26     |
| 9                                                               | R. C. Sitges              | 18 | 5  | 0 | 13 | 230 | 548 | -318 | 21 | 75 | 0  | 4  | 24     |
| 10                                                              | R. C. L'Hospitalet        | 18 | 5  | 0 | 13 | 174 | 491 | -317 | 19 | 66 | 0  | 1  | 21     |
| Fuente: Federación Española de Rugby (actualización automática) |                           |    |    |   |    |     |     |      |    |    |    |    |        |

J:Jugados / G:Ganados / E:Empatados / P:Perdidos / TF:Tantos a Favor / TC:Tantos en Contra / DT:Diferencia / EF:Ensayos Favor / EC:Ensayos Contra / BO:Bonus Ofensivo / BD:Bonus Defensivo

### Grupo C
|                                                                 | Equipo                            | J  | G  | E | P  | TF   | TC  | DT   | EF  | EC  | BO | BD | Puntos |
| --------------------------------------------------------------- | --------------------------------- | -- | -- | - | -- | ---- | --- | ---- | --- | --- | -- | -- | ------ |
| 1                                                               | Club Alcobendas Rugby             | 22 | 22 | 0 | 0  | 1234 | 224 | 1010 | 190 | 29  | 21 | 0  | 109    |
| 2                                                               | Ciencias Fundación Cajasol        | 22 | 18 | 0 | 4  | 714  | 341 | 373  | 103 | 49  | 14 | 1  | 87     |
| 3                                                               | C. R. Liceo Francés               | 22 | 13 | 0 | 9  | 483  | 513 | -30  | 69  | 65  | 7  | 3  | 62     |
| 4                                                               | Olímpico de Pozuelo R. C.         | 22 | 12 | 0 | 10 | 519  | 492 | 27   | 83  | 70  | 3  | 3  | 62     |
| 5                                                               | C. D. Arquitectura                | 22 | 12 | 0 | 10 | 566  | 544 | 22   | 88  | 78  | 10 | 3  | 61     |
| 6                                                               | Helvetia Rugby                    | 22 | 9  | 1 | 12 | 439  | 582 | -143 | 56  | 78  | 6  | 2  | 45     |
| 7                                                               | A. D. Ing. Industriales Las Rozas | 22 | 9  | 1 | 12 | 465  | 567 | -102 | 68  | 76  | 7  | 2  | 45     |
| 8                                                               | CAU Madrid                        | 22 | 9  | 0 | 13 | 416  | 576 | -160 | 59  | 82  | 5  | 3  | 44     |
| 9                                                               | C. D. U. Granada                  | 22 | 8  | 0 | 14 | 628  | 870 | -242 | 48  | 96  | 3  | 2  | 41     |
| 10                                                              | C. A. R. Cáceres                  | 22 | 7  | 0 | 15 | 366  | 545 | -179 | 44  | 82  | 3  | 7  | 38     |
| 11                                                              | C. R. Complutense Cisneros "B"    | 22 | 6  | 1 | 15 | 441  | 627 | -186 | 66  | 95  | 6  | 0  | 38     |
| 12                                                              | Tasman Rugby Boadilla             | 22 | 6  | 1 | 15 | 388  | 778 | -390 | 60  | 113 | 0  | 2  | 31     |
| Fuente: Federación Española de Rugby (actualización automática) |                                   |    |    |   |    |      |     |      |     |     |    |    |        |

J:Jugados / G:Ganados / E:Empatados / P:Perdidos / TF:Tantos a Favor / TC:Tantos en Contra / DT:Diferencia / EF:Ensayos Favor / EC:Ensayos Contra / BO:Bonus Ofensivo / BD:Bonus Defensivo

## Fase de Ascenso

### Grupo A
|                                                                 | Equipo                 | J | G | E | P | TF | TC | DT  | EF | EC | BO | BD | Puntos |
| --------------------------------------------------------------- | ---------------------- | - | - | - | - | -- | -- | --- | -- | -- | -- | -- | ------ |
| 1                                                               | Club Alcobendas Rugby  | 4 | 3 | 1 | 0 | 86 | 34 | 52  | 11 | 3  | 2  | 1  | 15     |
| 2                                                               | Babyauto Zarautz R. T. | 4 | 2 | 0 | 2 | 50 | 89 | -39 | 6  | 12 | 0  | 0  | 8      |
| 3                                                               | CAU Valencia           | 4 | 1 | 0 | 3 | 69 | 82 | -13 | 8  | 10 | 1  | 1  | 6      |
| Fuente: Federación Española de Rugby (actualización automática) |                        |   |   |   |   |    |    |     |    |    |    |    |        |

### Grupo B
|                                                                 | Equipo                     | J | G | E | P | TF  | TC  | DT  | EF | EC | BO | BD | Puntos |
| --------------------------------------------------------------- | -------------------------- | - | - | - | - | --- | --- | --- | -- | -- | -- | -- | ------ |
| 1                                                               | C. R. Sant Cugat           | 4 | 4 | 0 | 0 | 141 | 70  | 71  | 22 | 11 | 4  | 0  | 20     |
| 2                                                               | Ciencias Fundación Cajasol | 4 | 1 | 0 | 3 | 70  | 81  | -11 | 11 | 12 | 2  | 1  | 7      |
| 3                                                               | Durango R. T.              | 4 | 1 | 0 | 3 | 51  | 111 | -60 | 9  | 19 | 1  | 0  | 5      |
| Fuente: Federación Española de Rugby (actualización automática) |                            |   |   |   |   |     |     |     |    |    |    |    |        |

### Final[7]
| División de Honor B de España (Fase Final de Ascenso); 24 de mayo de 2015 | Club Alcobendas Rugby | 18 - 13 | C. R. Sant Cugat | Campo Nelson Mandela, Tudela |  |

| Por un resultado global favorable de 18 - 13: Asciende a la División de Honor para la temporada 2015-16: Club Alcobendas Rugby |